# Билль-Белоцерковский, Владимир Наумович
Влади́мир Нау́мович Билль-Белоцерко́вский (настоящая фамилия — Белоцерко́вский; 28 декабря 1884 [9 января 1885], Александрия, Херсонская губерния, Российская империя — 1 марта 1970, Москва, СССР) — русский советский писатель, драматург. Автор рассказов и пьес, среди которых «Шторм» (1926; значительно переработана в 1935), вошедшая в классический репертуар советских театров. Заслуженный деятель искусств РСФСР (1935).

## Биография
Матрос русского парусного и английского парового флота на океанских линиях, чернорабочий в Европе и Америке, окномой небоскребов в Нью-Йорке, участник Октябрьской революции и гражданской войны, писатель и драматург, автор знаменитой пьесы «Шторм». Многие считали биографию отца более интересной и захватывающей, чем даже у Джека Лондона.— описывал биографию Билль-Белоцерковского его сын, В. В. Белоцерковский.
Родился в Александрии (ныне Кировоградская область, Украина) в бедной еврейской семье. Отец был лесничим и мелким маклером. У него были старший брат (участник восстания лейтенанта Шмидта в 1905 году, осуждён на 16 лет каторги и умер в заключении от чахотки), сестра и младший брат. Получил лишь начальное образование (хедер и четыре класса талмуд-торы). В 16 лет ушёл из дома, был матросом («подался в море» вслед за старшим братом), работал на британских судах. С 1911 года поселился в США, где, работая мойщиком стёкол небоскрёбов и полотёром, сблизился с местными анархо-синдикалистами, их партией Индустриальные рабочие мира. В Америке обучился боксу.
Вернулся в Россию после Февральской революции 1917 года, и его мобилизовали в российскую армию, в Житомирский 56-й пехотный полк, расквартированный в Москве. Там он вступил в РСДРП(б), принимал участие в Гражданской войне. С ноября 1917 по май 1918 года — член исполкома Моссовета. В 1918 году начал печататься.
С января 1919 по март 1921 года жил в Симбирске. Был избран председателем Симбирского горкома РКП(б), сотрудничал в местной печати.
В 1920-е годы в России появился ещё один писатель Белоцерковский, и Владимиру Белоцерковскому в связи с этим посоветовали придумать себе псевдоним. Он стал публиковаться под фамилией Билль-Белоцерковский, так как ранее за рубежом его называли «Билл» (фамилия «Белоцерковский» сокращалась до «Бел», которое произносилось как «Билл»).
Билль-Белоцерковский состоял членом Пролеткульта, позже входил в группу «Пролетарский театр» и литературное объединение «Кузница», активно проводил политику партии в области культуры.
Леопольд Авербах назвал Билль-Белоцерковского в числе своих противников, обвиняя его в глупости, невежестве, в «напыщенной мещанской декламации», не имеющих ничего общего с «пролетарским наступлением на культурном фронте». В 1929 году Билль-Белоцерковский написал И. В. Сталину письмо, обвиняя М. А. Булгакова и МХТ в неприятии советского мировоззрения. Тот ответил, что пьеса «Бег» не должна быть опубликована в том виде, в котором она предоставлена автором.
Написал сценарий фильма «Шторм» (1957) на основе своей пьесы.
Похоронен на Введенском кладбище (5 уч.).

## Семья
- Сын — Вадим Белоцерковский, участник правозащитного движения и публицист.
- Племянники (сыновья брата, первого директора ливенского педтехникума Михаила Наумовича Белоцерковского) — учёные-механики, доктора физико-математических наук О. М. Белоцерковский и С. М. Белоцерковский.
- Двоюродный брат — Лев Григорьевич Белоцерковский (1886, Александрия — 1966), советский театральный актёр, автор воспоминаний «Записки суфлёра» (1962).

## Награды
- Заслуженный деятель искусств РСФСР (1935)
- 2 ордена Трудового Красного Знамени (22.01.1955; 28.10.1967)
- Орден Красной Звезды (28.10.1967)
- Орден «Знак Почёта» (31.01.1939)
- медали

## Пьесы
- «Бифштекс с кровью» (1920)
- «Этапы», 1920
- «Эхо» (1924, Театр Революции)
- «Лево руля» (1925, филиал ГАМТ)
- «Шторм» (1925; Театр имени МГСПС, режиссёр Е. О. Любимов-Ланской)
- «Штиль» (1927, Театр имени МГСПС)
- «Луна слева» (1928, Театр имени МГСПС) — комедия, написанная в полемике с С. И. Малашкиным по поводу трактовки конфликта между любовью и революционным долгом
- «Голос недр» (1929, там же)
- «Запад нервничает» (1931, Театр имени МОСПС)
- «Жизнь зовёт» (1934, Театр имени МОСПС)
- «Пограничники» (1937)
- «Цвет кожи» (1948; поставлена под названием «Вокруг ринга»; Московский драматический театр) — вклад в антиамериканскую кампанию